# Никонов, Николай Никитич
Никола́й Ники́тич Ни́конов (8 апреля 1849, Ануфриево, Ярославская губерния — 1918, Самара) — один из известных зодчих Санкт-Петербурга конца XIX — начала XX века, много и плодотворно работал, особенно в области церковной архитектуры.

## Биография
Родился 8 апреля 1849 года в крестьянской семье в деревне Онофрево Пошехонского уезда Ярославской губернии.
В октябре 1872 года был принят вольнослушателем в Академию художеств. В 1881 году отчислен из неё за нерегулярное посещение классов.
10 марта 1890 года по докладу синодального прокурора Н. Н. Никонову пожалован государем Императором чин коллежского регистратора.
19 апреля определён в службу по Ведомству Православного исповедания с причислением к Канцелярии обер-прокурора Святейшего Синода сверх штата.
11 сентября был командирован в Полтаву для осмотра церкви на поле Полтавской битвы и памятника на Шведской могиле.
19 апреля 1893 года был произведён за выслугу лет в губернские секретари со старшинством.
21 октября 1893 года был назначен на должность епархиального архитектора.
14 мая 1896 года был награждён орденом Святого Станислава 3-й степени. 25 августа произведён в коллежские секретари. В этом же году он был принят в пожизненные члены Санкт-Петербургского епархиального братства.
19 апреля был пожалован чин титулярного советника за выслугу лет.
24 августа 1899 года ходатайствует о награждении архитектора Н. Н. Никонова орденом Святой Анны 3-й степени за проект и постройку каменного трехпрестольного храма в подворье Задне-Никифоровской пустыни в Петербурге.
12 апреля 1902 года Н. Н. Никонов произведён за выслугу лет в чин коллежского асессора со старшинством.
17 ноября 1906 года архитектор Н. Н. Никонов уволен по его прошению с должности Санкт-Петербургского епархиального архитектора.
В 1910 году по проекту Н. Н. Никонова на Карельском перешейке в Териоках (ныне — Зеленогорск) построена Церковь Казанской Божьей Матери. В 2001 году она была признана памятником архитектуры федерального значения.
Умер в 1918 году в Самаре, где достаточно долго жил и работал.

## Работы

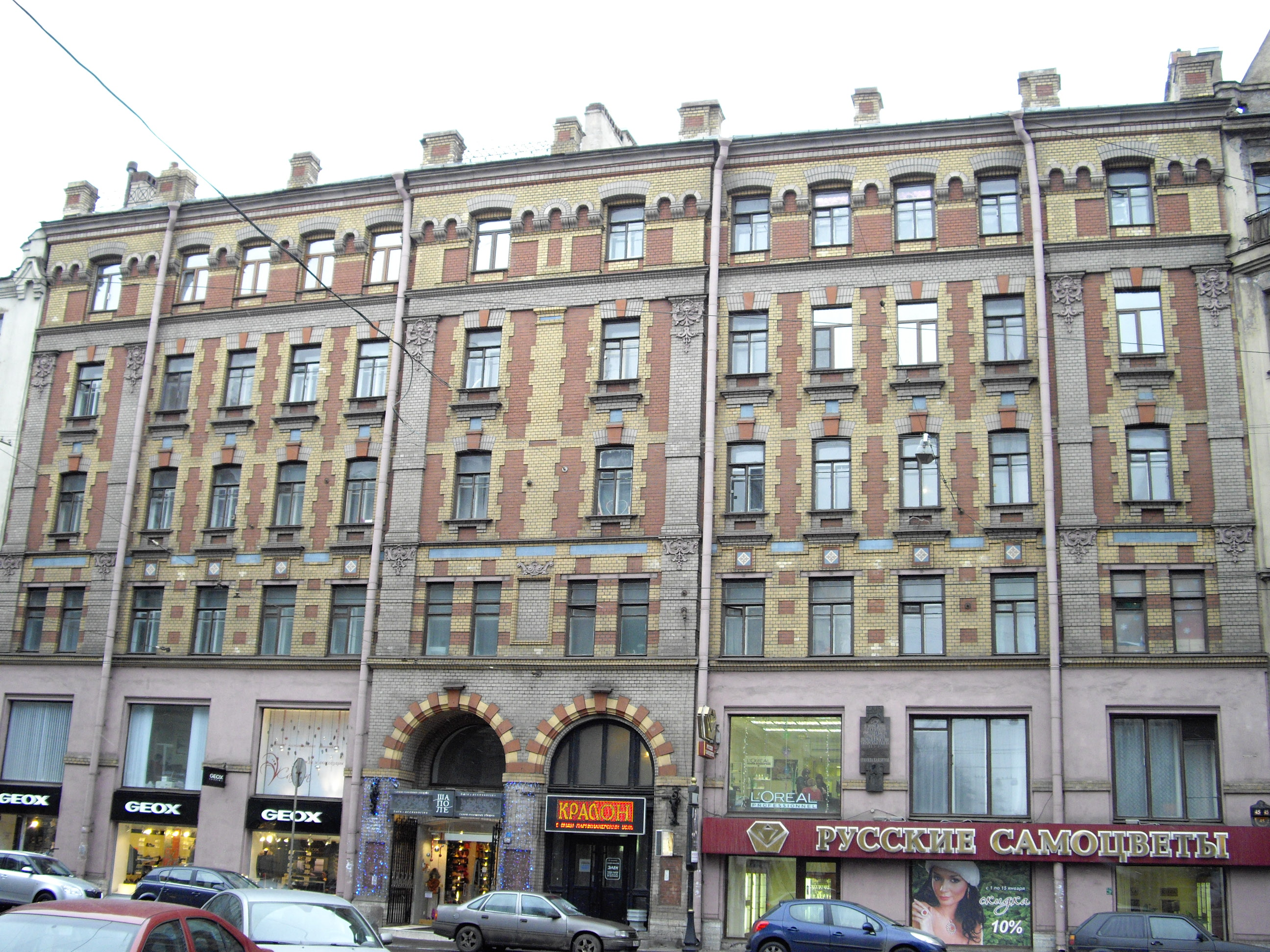
Дом Н. Н. Никонова (Большой проспект П. С., дом № 45.)

- Доходный дом Н. П. Басина на пл. Островского (1878—1879)
- Дом-пряник на Колокольной улице, дом 11 (1899—1900)
- Собственный доходный дом (Большой проспект Петроградской стороны, дом 45 — Б. Пушкарская ул., д. 38) (1900—1901)
- Покровская церковь и «Братский дом» на Боровой ул. (1890—1897, 1899—1901)
- Иоанновский женский монастырь на наб. реки Карповки (1900—1903, 1907—1911)
- Свято-Троицкая церковь на Николаевской улице (1890—1893, снесена в 1966).
- Подворье б. Леушинского Иоанно-Предтеченского женского монастыря (1893—1895, здание долгое время занимал Областной психоневрологический диспансер, в настоящее время оно возвращено РПЦ, ведётся реставрация. (ул. Некрасова, 31, бывш. Бассейная)
- Реконструкция Сампсониевской Церкви в городе Полтава на Поле Полтавской битвы. Сампсониевская церковь построена согласно указу Петра I. Автор проекта — Иосиф Иванович Шарлемань. Церковь заложена в годовщину Полтавского сражения 27 июня 1852 года. Строилась на средства черниговского помещика И. С. Судиенко, завещавшего 100 тысяч рублей на увековечивание Полтавской битвы. Освящена 15 июля 1856 года в честь святого Сампсония Странноприимца, память которого приходится на день битвы. Реконструирована в 1895 году архитектором Н. Н. Никоновым, повторно освящена епископом полтавским Илларионом 1 октября 1895 года)

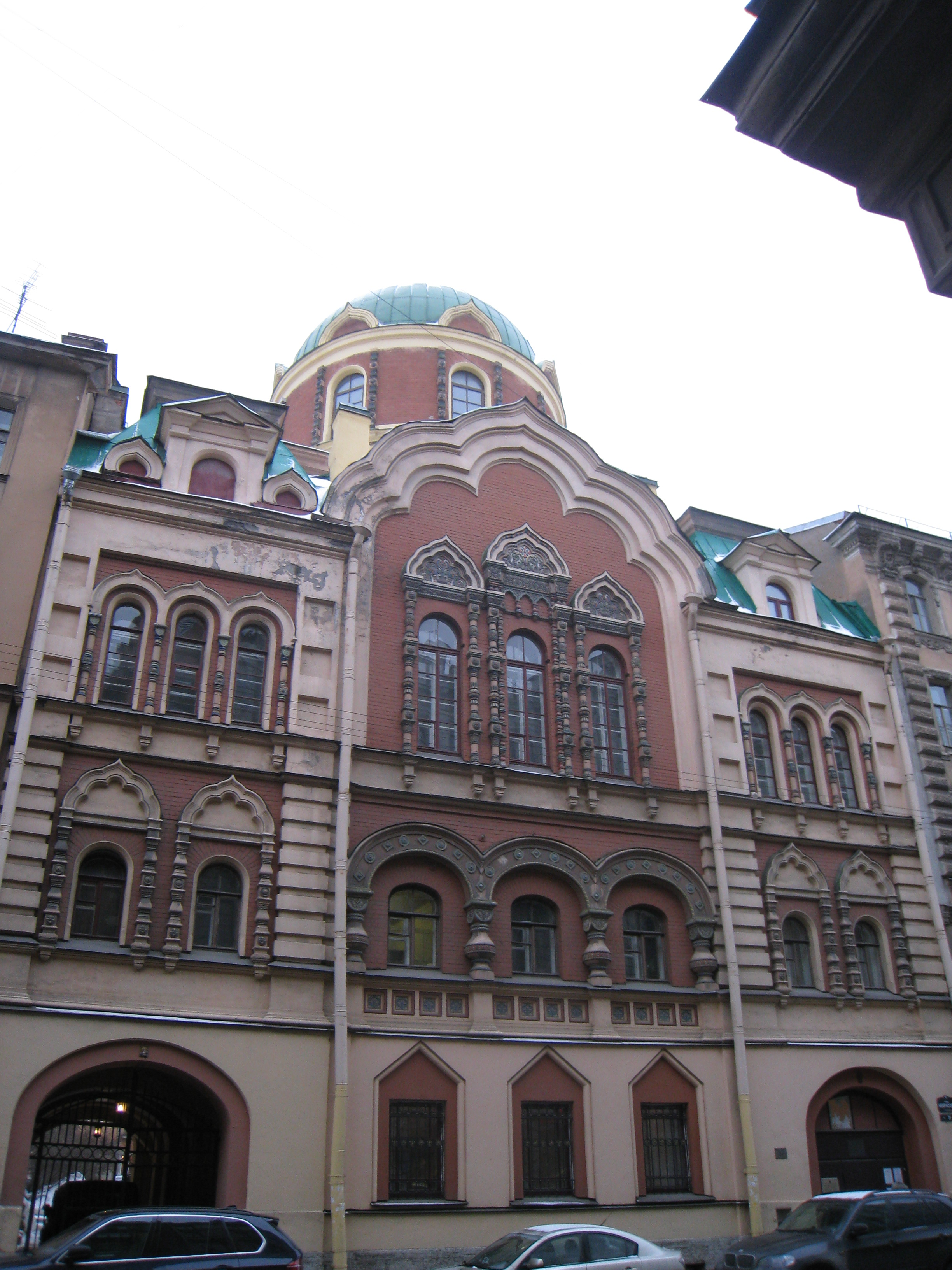
Подворье бывш. Леушинского монастыря

- Церковь Казанской иконы Божией Матери в Териоках (1909—1915; Приморское шоссе, 547)
- Башни, южные ворота, келейный и хозяйственный корпуса в Староладожском Николаевском монастыре (1907—1908),
- Храм во имя Тихвинской иконы Божией матери подворья Свято-Троицкого Лютикова монастыря Калужской епархии на пересечении Большой Спасской улицы (пр. Непокорённых) и Дороги в Гражданку (Гражданский пр.) в Санкт-Петербурге (1905—1913, закрыт в 1934, взорван в 1982).

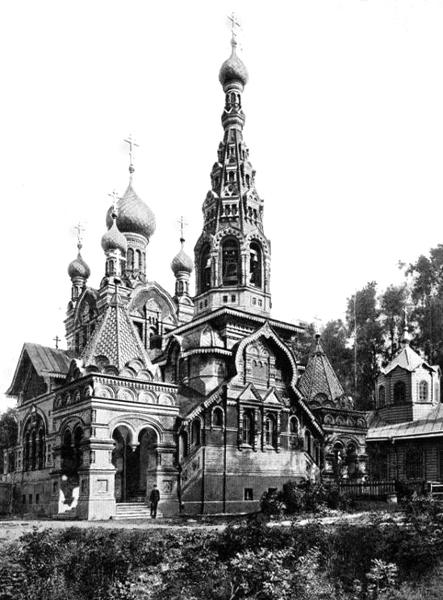
Единоверческий храм Преподобной Марии на Большеохтинском кладбище

- Единоверческий храм Преподобной Марии на Единоверческом участке Большеохтинского кладбища (Партизанская ул. (бывш. Единоверческая), 2), построена в 1895—1898 годах, закрыта и снесена в 1929 году.

Также другие церкви, часовни, монастыри в Москве, Ревеле, Полтаве, Новом Афоне, на о. Валаам, в Санкт-Петербургской губернии:
- Покрова Пресвятой Богородицы в дер. Хотнежа (Волосовский р-н)
- Рождества Пресвятой Богородицы в дер. Пенино (1893—1900)
- Николая Чудотворца Святителя в с. Лаврово (1898—1902, не сохранилось)
- Воскресения Христова в дер. Торошковичи
- Николая Чудотворца Святителя в дер. Котлы
- Церковь Успения Пресвятой Богородицы в Заручье.

## Комментарии
1. ↑  Деревня Онофрево (Анофриева)[1] относилась к приходу церкви села Владычни во 2-м стане Пошехонского уезда[2]; ныне — Ануфриево в Пошехонском районе Ярославской области.